# Leoncia Porfirogéneta
Leoncia (457 - después de 479) era la hija del emperador romano oriental León I.

## Biografía
Leoncia era la hija del emperador León I y su esposa Elia Verina; era hermana menor de Elia Ariadna, pero, a diferencia de ella, podía pretender ser porfirogéneta, "nacida en la púrpura", porque nació durante el primer año de reinado de su padre (457).
León, que ascendió al trono por méritos militares y no tenía lazos familiares con la aristocracia romana, utilizó el matrimonio de sus hijas para fortalecer su posición: como Ariadna había estado casada con el general isaurio Zenón, el matrimonio de Leoncia estaba diseñado para unirlo al otro componente del ejército, el germánico, representado por el magister militum alano Aspar. Sin embargo, sucedió que con el anuncio del matrimonio entre el hijo de Aspar, Julio Patricio, y Leoncia estallaron disturbios populares (470): para el clero y el pueblo de Constantinopla, de hecho, no era aceptable para un arriano como Patricio tener la posibilidad de convertirse en emperador. Los disturbios se detuvieron solo cuando Aspar y León prometieron a los obispos que Patricio se convertiría a la ortodoxia antes de convertirse en emperador, y que solo después de la conversión se habría casado con Leoncia.
En 471, Julio Patricio desaparece de las crónicas: su padre Aspar y su hermano Ardabur fueron asesinados en este año por orden de León. Leoncia se casó entonces con Marciano, el hijo del emperador occidental Antemio: el matrimonio unió las dos casas reales de Occidente y Oriente. Sin embargo, sucedió que en 472 murió Antemio, sucedido brevemente por Olibrio, y que a la muerte de León, en 474, Zenón ascendió al trono de Oriente. Imposibilitados de acceder a ambos tronos, Marciano y Leoncia tramaron una revuelta contra Zenón, en 479, que se basó en el derecho de precedencia de Leoncia sobre su hermana como porfirogéneta; sin embargo, la revuelta fue sofocada.